# Обход (фильм)
«Обход» (англ. Walkabout; другие варианты перевода — «Бродяжничество», «Прогулка») — фильм британского режиссёра Николаса Роуга, который положил начало австралийской новой волне. Экранизация романа «Арколола» Джеймса Вэнса Маршалла (англ.), написанного в 1959 году (в русском переводе под названием «Арколола» повесть опубликована в журнале «Костёр», № 3—4 за 1976 год).
Премьера состоялась в конкурсной программе Каннского фестиваля 1971 года. Через 37 лет режиссёрская версия была выпущена на DVD в рамках проекта Criterion Collection.

## Сюжет
«Обход» у австралийских аборигенов — обряд инициации во взрослую жизнь, в ходе которого подростка оставляют одного в пустыне и он должен выжить, приспособившись к её условиям.
Сестра (около 18 лет) и брат (около 7 лет) брошены в пустыне их отцом, который неожиданно сходит с ума, сжигает машину и убивает себя. Имея при себе только транзисторный радиоприёмник, дети бредут по пустыне со всё слабеющей надеждой на спасение. В один прекрасный день молодой абориген, Галпилил, совершающий «обход», находит их и показывает, как выжить в пустыне. Галпилил испытывает к девушке влечение и однажды ночью исполняет для неё странный ритуальный танец спаривания, но она отвергает его. То, что он принимал за расположение к себе, было не чем иным, как благодарностью за спасение и вежливостью воспитанной белой девушки. На следующее утро она и её брат находят аборигена висящим на дереве на руках и не подающим признаков жизни. В конце концов, дети возвращаются к цивилизации.
Фильм заканчивается тем же, чем начинался — сценами однообразной городской жизни. Мужчина возвращается вечером после работы в офисе домой. Девушка (главная героиня) готовит еду. Он целует её в щеку, спрашивает о делах, она кивает, что-то отвечает, но во всех их словах и движениях видна безысходность. Она режет мясо, а перед её глазами проплывают сцены из их прогулки по пустыне, она вспоминает об этом как о потерянном рае.
В заключении показана сцена в которой сестра, брат и абориген купаются в озере полностью обнажённые, а их одежда остаётся висеть на берегу.

## В ролях
- Дженни Эгаттер — Девушка
- Люк Роуг — Белый мальчик, её брат
- Дэвид Галпилил — Чёрный мальчик
- Джон Мейллон — Отец
- Роберт МакДарра — Белый мужчина
- Питер Карвер — конченый человек
- Джон Иллингсворт — молодой человек
- Хилари Бамбергер — женщина
- Барри Доннелли — австралийский учёный

## Саундтрек
Песни и музыкальные номера включают: «Электронный танец» (Билли Митчелл), «Бензиновая аллея» (Род Стюарт), «Лос-Анджелес» (Уоррен Марли) и отрывки из «Рая» Карлхайнца Штокхаузена.